# Тилбург
Тилбург (нидерл. Tilburg, МФА: [ˈtɪlbʏrx]) — город и община в Нидерландах, в провинции Северный Брабант. Один из научных и образовательных центров страны. В Тилбургском университете обучаются студенты из многих стран мира. Многочисленные спортивные комплексы, гольф-клубы, теннисные корты, развлекательные и торговые заведения характеризуют этот город.

## История
Первые письменные сведения о Тилбурге относят к 709 году, однако после этого не было никакого упоминания на протяжении нескольких веков. О небольшом городском поселении тех времён упоминалось в исторических летописях. Последующие известия о жизни города встречаются в документальных источниках XV века. В тот период, часть местных жителей, занимались выращиванием овец, была построена Тилбургская башня. Из когда-то небольшого селения Тилбург превратился в шерстяную столицу страны. В позднем средневековье, Тилбург упоминается в качестве региона, а не конкретного города или поселка, население состояло в значительной степени из парочки хуторов, один из которых был известен как «Восточный Тилбург» (Oost-Tilburg), который впоследствии была отражена в названии «Восточный квартал» (Oisterwijk). В XV веке один из лордов Тилбурга, Jan van Haestrecht, построил замок. Появление первой прядильной фабрики, которая начала выпускать свою продукцию, датируется XVII веком. В 1858 году замок был снесен, дабы освободить место для фабрики. В 1803 г. посёлок Goirle был отделен от Тилбурга и 18 апреля 1809, Тилбург получил статус города. В 2009 году в городе состоялся ряд мероприятий в честь празднования 200-летия города.

## Этнический состав
Согласно переписи, по состоянию на 2014 год, население Тилбурга составляет 233,339 тыс.чел. Из них:
- голландцы (158,270) (76.7 %);
- турки (7,786) (3.8 %);
- марокканцы (5,483) (2.7 %);
- индонезийцы (5,077) (2.5 %);
- антильцы / арубийцы (4,333) (2.1 %);
- суринамцы (3,315) (1.6 %);
- сомалийцы (1,159) (0.6 %);
- другие (20,811) (10.1 %).

## Религия
По состоянию на 2014 г. религиозный состав Тилбурга следующий:
- Римо-католики (60.7 %);
- Атеисты (21.7 %);
- Протестанты (7.8 %);
- Мусульмане (4.8 %);
- Кальвинисты (4.4 %)[3]

## Промышленность
Экономика Тилбурга в основном была сконцентрирована на шерстяной отрасли на протяжении многих веков, однако, с 1960-х годов, город добились большого прогресса в различных видах отраслей. Химическая компания International Flavors & Fragrances открыла завод в Тилбурге. В 1980-х годах, японская компания Fujifilm открыла своё представительство. Такие страховые компании как Interpolis и CZ имеют штаб-квартиры в Тилбурге. Один из офисов Iris Ohyama Inc был открыт в Тилбурге. Так же в здесь расположена европейская фабрика компании Tesla Motors, на которой собирают электромобиль Tesla Model S.

## Спорт
В 1977—1994, 1996—1998 был местом проведения крупного шахматного турнира. Футбольная команда Виллем II — названа в честь нидерландского короля Виллема II, мужа российской великой княжны Анны Павловны, любимым городом которого был Тилбург. Так же в городе популярны хоккей, хоккей с мячом, бег на 10-км.

## Города-побратимы
- Same[вд], Танзания[6][7]
- Земун, Сербия
- Люблин, Польша[6]
- Матагальпа, Никарагуа (1984)[6][8][…]
- Минамиасигара, Япония (4 июня 1989)[6][9][…]
- Суботица, Сербия
- Чанчжоу, Китай[6]
- Эмфулени (местный муниципалитет)[вд], ЮАР[10]